# Benoisova Madona
Madona in otrok z rožami, sicer znana kot Benoisova Madona, bi lahko bila ena od dveh Madon, ki jih je imel Leonardo da Vinci naročene, in jo začel delati oktobra 1478. Druga bi bila lahko Madona z nageljnom iz Münchna.
Verjetno je bila Benoisova Madona prvo delo, ki ga je Leonardo naslikal neodvisno od svojega mojstra Verrocchia. V Britanskem muzeju hranijo dve Leonardovi predhodni skici za to sliko. Slika je bila verjetno kasneje predelana. Predhodne skice in sama slika kažejo, da se je Leonardo osredotočil na idejo o pogledu. Otrok naj bi vodil materine roke v središče pogleda.
Kompozicija Madone in otroka s cvetjem se je izkazala za eno najbolj priljubljenih Leonardovih del. Obširno so ga kopirali mladi slikarji, med njimi tudi Rafael, čigar različico Leonardove zasnove (Madona z nageljni) je leta 2004 pridobila Narodna galerija v Londonu. Slika Madona in otrok z rožami je stoletja veljala za izgubljeno. Leta 1909 jo je arhitekt Leon Benois senzacionalno razstavil v Sankt Peterburgu kot del zbirke svojega očeta. Sliko je menda iz Italije v Rusijo prinesel znani poznavalec Aleksej Korsakov v 1790-ih. Po Korsakovi smrti jo je sin prodal astrahanskemu trgovcu Sapožnikovu za 1400 rubljev in tako leta 1880 prenesel po dedovanju družini Benois. Po številnih prepirih glede pripisovanja je Leon Benois sliko leta 1914 prodal muzeju Ermitaž. Nakup je opravil Ernst Friedrich von Liphart, ki je bil kustos slik in je pravilno identificiral umetnika oz. atribuiral sliko.  (Ernstov oče Karl je bil strokovnjak za Leonarda.).
Slika je od leta 1914 razstavljena v muzeju Ermitaž v Sankt Peterburgu.